# Света Троица (Сятища)
Вижте пояснителната страница за други значения на Света Троица.
„Света Троица“ (на гръцки: Ιερός Ναός Αγίας Τριάδος Σιάτιστας) е православна църква в град Сятища, Егейска Македония, Гърция, част от Сисанийската и Сятищка епархия на Вселенската патриаршия.
Църквата е разположена в северната част на северната махала на града Хора – най-старата част на града и храмът обслужва и жителите на околните села Градище (Γκραντίστι), Грачани (Γκράτσιανη) и Берница (Μπερνίτσα). Затова вероятно първоначалното му изграждане е около 1600 година и е бил обновен по-късно. Иконите в храма, много от тях на платно, също са стари. Много от тях са дарение на търговци във Враня, продаващи пашкули, обувки и други. На иконостаса има икона на Света Богородица с надпис „Δέσποινα πρόσδεξαι τας δεήσεις των δούλων σου Θεοδώρου, Μπεΐνας, Νικολάου και Ναούμας 1794“ (Владичице приеми молбите на рабите си Теодорос, Бейна, Николаос и Наума 1794). На иконата на Христос „Πρόσδεξαι Κε την δέησιν των δούλων σου Δημητρίου, Μαρίας, Ελένης και Ναούμας, 1794 Μαρτίου 15“ (Приеми и молбата на рабите ти Димитриос, Мария, Елени и Наума, 1794 март 15). На иконата на Свети Наум, на която са изрисувани манастири – „Δέησις των δούλων του Θεού Νικολάου, Μαλαματής και Ναούμας 1793 Νοεμβρίου 29 δια χειρός Μιχαήλ“ (Молитвите на Божиите раби Николаос, Маламати и Наума 1793 ноември 29 от ръцете на Михаил). На иконата на Архангел Михаил „Δέησις των δούλων του θεού του ρουφετίου των πραμματευτών Κοτζιανίας Μιχαήλ και Ασάνης 1795 7/βρίου 10“, а на иконата на Света Троица „Πρόσδεξαι, Κύριε, την δέησιν των δούλων του ρουφετίου των πραγματευτών Βράνης 1794 Ιουνίου 6 δια χειρός Μιχαήλ“. Надписът на иконата на владишкия трон гласи „Δέησις του δούλου του θεού Γεωργίου συν της συμβίας αυτού και των τέκνων 1770“, а на друга икона „Δέησις Χατζή Δήμου, προσκυνητού του Αγίου Τάφου 1764“. Тези двете са най-старите икони в храма.
От хронологията на иконите се вижда, че той е изписан преди 1800 година и вероятно е издигнат около 1750 година. Църквата има две конхи, посветени на Светата Троица и на Свети Наум.